# Александровский (Друженское сельское поселение)
Алекса́ндровский — посёлок в Дмитровском районе Орловской области. Входит в состав Друженского сельского поселения.

## География
Расположен в 7 км к северо-востоку от Дмитровска и в 1,5 км к востоку от деревни Дружно на ручье Друженке, притоке Неруссы. К юго-западу от посёлка находится урочище Пожар.

## История
В 1926 году в посёлке было 27 дворов, проживал 161 человек (78 мужского пола и 83 женского). В то время Александровский входил в состав Друженского сельсовета Волконской волости Дмитровского уезда. С 1928 года в составе Дмитровского района. В 1937 году в посёлке было 18 дворов. Во время Великой Отечественной войны, с октября 1941 по август 1943 года, находился в зоне немецко-фашистской оккупации. В советское время рядом с посёлком действовала свинотоварная ферма.

## Население
| 1926 | 1979 | 2002 | 2010 |
| ---- | ---- | ---- | ---- |
| 161  | ↘35  | ↘12  | ↘1   |

## Памятник археологии
К юго-востоку от посёлка, на правом берегу реки Неруссы, при впадении в неё ручья Друженки, находятся остатки древнего селища, датируемого XIV—XVI веками.